# Svenja Huth
Svenja Huth (født 25. januar 1991) er en tysk fodboldspiller, der spiller for VfL Wolfsburg og Tyskland. Hun har vundet Bundesligaen, DFB-Pokalen og UEFA Women's Champions League med FFC Frankfurt i 2007-08. Hun har været med til at vinde EM i 2013 og olympisk guld i 2016 med Tysklands landshold.

## Karriere

### Landshold
Huth spillede 57 landskampe for de forskellige tyske ungdomslandshold, inden hun i oktober 2011 debuterede på A-landsholdet. Hun har siden spillet i alt 61 landskampe og scoret 10 mål (pr. 22. november 2021).
Hun var med i truppen ved EM 2013, men fik ikke spilletid, da Tyskland blev europamestre. Hun var desuden med ved OL 2016, hvor Tyskland efter en andenplads i indledende runde vandt over Kina i kvartfinalen, over Canada i semifinalen, inden de besejrede Sverige i finalen og dermed vandt guld. Her blev Huth skiftet ind i kvartfinalen og i finalen.

## Hæder

### VfL Wolfsburg
- Bundesliga: Vinder 2019–20
- DFB-Pokal: Vinder 2019–20

### FFC Frankfurt
- Bundesliga: Vinder 2007–08
- UEFA Women's Champions League: Vinder 2007–08, 2014–15
- DFB-Pokal: Vinder 2007–08, 2010–11, 2013–14

### Landshold
- EM i fodbold for kvinder: Vinder 2013
- Algarve Cup: Vinder 2012
- FIFA U-20 Women's World Cup: Vinder 2010
- UEFA Women's Under-17 Championship: Vinder 2008
- Sommer-OL: Guldmedalje, 2016

### Individuel
- Fritz Walter Medal: Gold 2010
- Silbernes Lorbeerblatt: Vinder 2016